# Bargeddie
Bargeddie est un village situé dans le North Lanarkshire, en Écosse.